# إدوارد كروذر
إدوارد كروذر (بالإنجليزية: Edward Crowther)‏ هو قسيس جنوب أفريقي، ولد في 4 مارس 1929.